# Ermanno Wolf-Ferrari
Ermanno Wolf-Ferrari (Veneza, 12 de janeiro de 1876 — 21 de janeiro de 1948) foi um compositor e professor italiano. É conhecido por suas óperas cômicas, como Il segreto di Susanna (1909). Várias das suas obras foram baseadas em peças de  Carlo Goldoni, incluindo Le donne curiose (1903), I quattro rusteghi (1906) e Il campiello (1936).

## Biografia

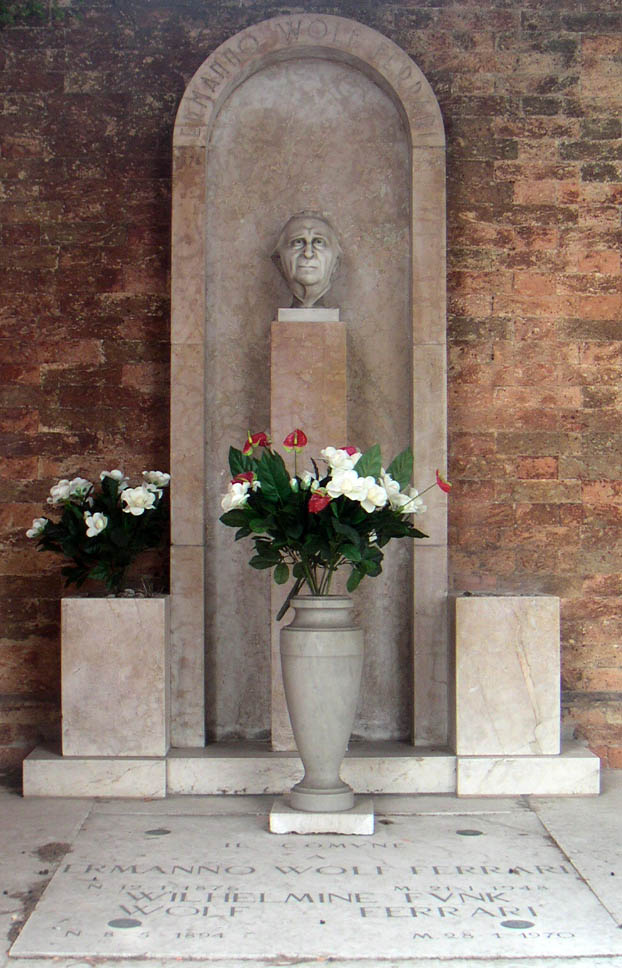
Túmulo de Wolf-Ferarri

Ermanno Wolf-Ferrari nasceu em Veneza, em 1876, filho de mãe italiana e pai alemão. Estudou piano desde a mais tenra idade, a música não era a principal paixão de sua juventude. De facto, em adolescente Wolf-Ferrari quis ser pintor como o seu pai, ele estudou intensamente em Veneza e viajou para o estrangeiro para estudar em Munique. Matriculado no Conservatório começou a ter aulas de contraponto e composição. 
Aos dezenove anos, regressou a Veneza, trabalhou como regente coral. Alguns anos mais tarde Wolf-Ferrari estreou sua primeira ópera, Cenerentola, baseada na história de Cinderela. A ópera foi um fracasso na Itália, e o jovem compositor voltou a Munique. Uma versão revista da La cenerentola foi um êxito em Brennan, enquanto a bela cantata La Vita Nuova trouxe ao jovem compositor fama internacional.

## Obra

### Ópera
- Cenerentola - 1900
- Le donne curiose - 1903
- I quattro rusteghi - 1906
- Il segreto di Susanna - 1909
- I gioielli della Madonna (The Jewels of the Madonna) - 1911
- L'amore medico 1913
- Gli amanti sposi - 1916
- Das Himmelskleid - 1925
- Sly - 1927
- La vedova scaltra - 1931
- Il campiello - 1936
- La dama boba - 1939
- Gli dei a Tebe - 1943

### Música de câmara
- Sonata No.1 for Violin & Piano in g minor, Op.1 (1895)
- Sonata No.2 for Violin & Piano in a minor, Op.10 (1901)
- Sonata No.3 for Violin & Piano in E Major, Op.27 (1943)
- Sonata for Cello & Piano in G Major, Op.30  (1945)
- String Duo in g minor for Violin & Cello, Op.33b (1946)
- String Duo, "Introduzione e Balletto", for Violin & Cello, Op.35 (1948)
- String Trio in b minor for Violin, Viola & Cello, WoO. (1894)
- String Trio in a minor for Violin, Viola & Cello, Op.32 (1945)
- String Quartet in e minor, Op.23 (1940)
- String Quintet for 2 Violins, 2 Violas & Cello, WoO (1894)
- String Quintet in C Major for 2 Violins, 2 Violas & Cello, Op.24 (1942)
- Piano Trio No.1 in D Major, Op.5 (1898)
- Piano Trio No.2 in F sharp Major, Op.7 (1900)
- Piano Trio "Sonata" for in F Major for 2 Violins & Piano, Op.25 (1943)
- Piano Quintet in D flat Major, Op.6 (1901)